# Doboj
Doboj (Servisch: Добој) is een stad en gemeente in de Servische Republiek, in Bosnië en Herzegovina. Het is de hoofdstad van de gelijknamige regio Doboj en ligt aan de rivier de Bosna. De gemeente Doboj telde in 1991 (voor de Bosnische oorlog) 27.498 inwoners.
Enkele delen van Doboj vallen na de Bosnische Oorlog onder de Federatie van Bosnië en Herzegovina. Doboj Istok valt onder het kanton Tuzla en Doboj Jug onder het kanton Zenica-Doboj. Tijdens deze oorlog werden er grote aantallen Bosniakken en Kroaten uit Doboj gedeporteerd of omgebracht. Sindsdien wonen er in de gemeente Doboj zelf hoofdzakelijk Serviërs.

## Bevolking
Tussen 1961 (13.415 inwoners) en 1991 (27.439 inwoners) is het inwonersaantal van de stad Doboj meer dan verdubbeld. Tijdens de Bosnische Burgeroorlog verloor de stad, maar met name de gemeente Doboj, een (groot) deel van de inwoners. In 2013 woonden er 24.349 inwoners in de stad Doboj en 61.556 inwoners in de gemeente Doboj.

### Etnische samenstelling

#### Stad Doboj
| Jaar | Bosniakken (Moslims) (%) | Serviërs (%)    | Kroaten (%)   | Joegoslaven (%) | Anders (%)    |
| ---- | ------------------------ | --------------- | ------------- | --------------- | ------------- |
| 1991 | 11.154 (40,56%)          | 8.011 (29,13%)  | 2.714 (9,87%) | 4.365 (15,87%)  | 1.254 (4,56%) |
| 2013 | 3.893 (15,49%)           | 19.586 (77,93%) | 704 (2,80%)   | 52 (0,21%)      | 987 (3,57%)   |

#### Gemeente Doboj
| Jaar | Bosniakken (Moslims) (%) | Serviërs (%)    | Kroaten (%)     | Joegoslaven (%) | Anders (%)    |
| ---- | ------------------------ | --------------- | --------------- | --------------- | ------------- |
| 1991 | 41.164 (40,14%)          | 39.820 (38,11%) | 13.264 (12,93%) | 5.765 (5,62%)   | 1.573 (1,55%) |
| 2013 | 15.473 (21,66%)          | 52.628 (73,67%) | 1.845 (2,58%)   | 77 (0,11%)      | 1.418 (1,98%) |

### Religie
Religieuze samenstelling (2013)
De grootste religie in Doboj en omgeving is de Servisch-Orthodoxe Kerk. In 2013 behoorde bijna driekwart van de bevolking tot deze religie, grotendeels etnische Serviërs. De Bosniakken zijn hoofdzakelijk islamitisch en de Kroaten grotendeels katholiek. De moslims vormden ruim 20% van de bevolking, terwijl de katholieken rond de 2% van de bevolking vormden. Daarnaast zijn er talloze kleinere religies en kerkgenootschappen. Ongeveer 0,54% van de bevolking was atheïst.

## Klimaat
Doboj heeft een warm gematigd landklimaat met een jaarlijkse gemiddelde temperatuur van 11,2 °C; juli is de warmste maand van het jaar, met een gemiddelde van 21,0 °C. De koudste maand is januari met een gemiddelde van 0,3 °C.
| Maand                               | Jan  | Feb  | Maart | April | Mei  | Juni | Juli | Aug  | Sept | Okt  | Nov | Dec  | Gemiddeld |
| ----------------------------------- | ---- | ---- | ----- | ----- | ---- | ---- | ---- | ---- | ---- | ---- | --- | ---- | --------- |
| Gemiddelde maximumtemperaturen (°C) | 3,8  | 6,4  | 12,4  | 17,0  | 21,7 | 25,3 | 27,8 | 27,6 | 24,0 | 17,5 | 9,8 | 5,3  |           |
| Gemiddelde temperaturen (°C)        | 0,3  | 2,1  | 7,0   | 11,3  | 15,7 | 19,2 | 21,0 | 20,7 | 17,3 | 12,0 | 5,9 | 2,0  | 11,2      |
| Gemiddelde minimumtemperaturen (°C) | -3,1 | -2,2 | 1,7   | 5,6   | 9,8  | 13,1 | 14,3 | 13,8 | 10,6 | 6,5  | 2,1 | -1,2 |           |
| Neerslag (mm)                       | 58   | 59   | 54    | 68    | 83   | 98   | 77   | 69   | 64   | 72   | 87  | 77   | 866       |

## Transport en economie
Het is het belangrijkste spoorknooppunt van Bosnië en Herzegovina. Het hoofdkwartier van de spoorwegen van Bosnië en Herzegovina en van de Servische Republiek bevinden zich in Doboj.

## Plaatsen in de gemeente
- Bare
- Centar
- Čaršija
- Doboj Novi
- Donji Grad
- Orašje
- Usora

Sinds 2014 bestaat Doboj uit 70 nederzettingen:
- Boljanić
- Božinci Donji
- Brezici
- Brusnica
- Bukovac
- Bukovica Mala
- Bukovica Velika
- Bušletić
- Čajre
- Čivčije Bukovičke
- Čivčije Osječanske
- Doboj
- Donja Paklenica
- Donji Rakovac
- Foča
- Glogovica
- Gornja Međeđa
- Gornja Paklenica
- Grabovica
- Grapska Donja
- Grapska Gornja
- Johovac
- Kladari
- Komarica
- Kostajnica
- Kotorsko
- Kožuhe
- Lipac
- Lukavica Rijeka
- Ljeskove Vode
- Majevac
- Makljenovac
- Miljanovci
- Milijkovac
- Omanjska
- Opsine
- Osječani Donji
- Osječani Gornji
- Osojnica
- Paležnica Donja
- Paležnica Gornja
- Pločnik
- Podnovlje
- Porječje
- Potočani
- Pridjel Donji
- Pridjel Gornji
- Prisade
- Prnjavor Mali
- Prnjavor Veliki
- Ritešić
- Rječica Donja
- Rječica Gornja
- Sjenina
- Sjenina Rijeka
- Skipovac Donji
- Skipovac Gornji
- Stanić Rijeka
- Stanovi
- Striježevica
- Suho Polje
- Svjetliča
- Ševarlije
- Tekućica
- Tisovac
- Trbuk
- Trnjani
- Vranduk
- Zarječa
- Zelinja Gornja

## Bezienswaardigheden
- Dobojfort uit de dertiende eeuw, met een uitzicht over de stad en de omgeving
- Romeins militair kamp (Castrum) uit de eerste eeuw v.Chr. (vlak boven de samenvloeiing van de rivier de Bosna en de rivier de Usora)
- Regionaal museum
- Monument opgedragen aan de Servische burgers die de dood vonden tijdens de Eerste Wereldoorlog in het Oostenrijks-Hongaarse strafkamp in Doboj

## Geboren
- Silvana Armenulić (1939-1976), Joegoslavisch singer-songwriter en actrice
- Fahrudin Omerović (1961), Bosnisch voetballer en voetbaltrainer
- Jasmina Janković (1986), Nederlandse handbalster
- Seka Dobric (1968), onderneemster (bekend van ‘The Sky Is The Limit 2020’)

Federatie van Bosnië en Herzegovina:

Banovići · Bihać · Bosanska Krupa · Bosanski Petrovac · Bosansko Grahovo · Breza · Bugojno · Busovača · Bužim · Čapljina · Cazin · Čelić · Centar · Čitluk · Drvar · Doboj Istok · Doboj Jug · Dobretići · Domaljevac-Šamac · Donji Vakuf · Foča-Ustikolina · Fojnica · Glamoč · Goražde · Gornji Vakuf-Uskoplje · Gračanica · Gradačac · Grude · Hadžići · Ilidža · Ilijaš · Jablanica · Jajce · Kakanj · Kalesija · Kiseljak · Kladanj · Ključ · Konjic · Kreševo · Kupres · Livno · Ljubuški · Lukavac · Maglaj · Mostar · Neum · Novi Grad · Novo Sarajevo · Novi Travnik · Odžak · Olovo · Orašje · Pale-Prača · Posušje · Prozor-Rama · Ravno · Sanski Most · Sapna · Široki Brijeg · Srebrenik · Stari Grad · Stolac · Teočak · Tešanj · Tomislavgrad · Travnik · Trnovo · Tuzla · Usora · Vareš · Velika Kladuša · Visoko · Vitez · Vogošća · Zavidovići · Zenica · Žepče · Živinice

De hoofdstad Sarajevo bestaat uit de gemeenten Centar, Novi Grad, Novo Sarajevo en Stari Grad.
Servische Republiek:

Banja Luka · Berkovići · Bijeljina · Bileća · Bosanska Kostajnica · Brod · Bratunac · Čajniče · Čelinac · Derventa · Doboj · Donji Žabar · Foča · Gacko · Gradiška · Han Pijesak · Istočni Drvar · Istočna Ilidža · Istočni Mostar · Istočno Novo Sarajevo · Istočno Sarajevo · Istočni Stari Grad · Jezero · Kalinovik · Kneževo · Kozarska Dubica · Kotor Varoš · Krupa na Uni · Srpski Kupres · Laktaši · Ljubinje · Lopare · Milići · Modriča · Mrkonjić Grad · Nevesinje · Novi Grad · Osmaci · Oštra Luka · Pale · Pelagićevo · Petrovac · Petrovo · Prijedor · Prnjavor · Ribnik · Rogatica · Rudo · Šamac · Šekovići · Šipovo · Sokolac · Srbac · Srebrenica · Teslić · Trebinje · Trnovo · Ugljevik · Ustiprača · Višegrad · Vlasenica · Vukosavlje · Zvornik